# Trachelipus kosswigi
Trachelipus kosswigi là một loài chân đều trong họ Trachelipodidae. Loài này được Verhoeff miêu tả khoa học năm 1943.